# David Ros
Pour les articles homonymes, voir Ros.
David Ros, né le 10 août 1970, est un enseignant-chercheur en physique et homme politique français, membre du Parti socialiste (PS).
Depuis 2008, il est maire d'Orsay et, est élu sénateur de l'Essonne en 2023.

## Carrière professionnelle
Il est enseignant-chercheur en physique à l'Université Paris-Saclay.

## Carrière politique
Son intérêt pour la politique né en 1986, lors du mouvement d'opposition au Projet de Loi Devaquet. Il adhère au Parti socialiste à 17 ans et fait campagne pour la réélection de François Mitterrand pour l'élection présidentielle de 1988. Lors des élections municipales françaises de 1989, il est élu à 18 ans conseiller municipal de Bures-sur-Yvette.
Maire de la ville d'Orsay depuis 2008, David Ros est la tête de la liste Union de la gauche, soutenue par le Parti socialiste et le Parti communiste.
Lors des élections départementales de 2015 dans l'Essonne, il est élu conseiller départemental du canton de Palaiseau. Il y devient le chef de l'opposition de gauche "Naturellement l'Essonne"  face au président François Durovray.
En 2018, il est élu premier secrétaire du Parti socialiste en Essonne.
Tête de la liste « L'Essonne qui agit ! (UG) », il est élu sénateur de l'Essonne le 24 septembre 2023. La loi sur le non-cumul des mandats le contraint le 29 avril 2024 à démissionner de sa fonction de maire d'Orsay.

## Mandats et fonctions
- 1989 - 2008 : conseiller municipal de Bures-sur-Yvette
- 2008 - 2024 : maire d'Orsay
- 2014 - 2017 : vice-président de la communauté d'agglomération Paris-Saclay
- Depuis 2004 : conseiller départemental de l'Essonne, président du groupe RGE (rassemblement pour la gauche et les écologistes)
- 2018 - : Premier secrétaire fédéral du PS de l'Essonne
- Depuis 2023 : sénateur de l'Essonne